# Schlacht bei Dubravnica
Die Schlacht bei Dubravnica oder auch Schlacht bei Paraćin fand 1381, anderen Quellen zufolge 1380, beim Fluss Dubravnica unweit von Paraćin zwischen den Truppen des serbischen Fürsten Lazar Hrebeljanović, unter dem Heerführer Crep Vukoslavić, und dem Heer der Osmanen, deren Heerführer heute unbekannt ist, statt.
Die Schlacht endete mit einem Sieg des serbischen Heeres. Die Truppenstärke und die Verluste der beiden Heere sind nicht bekannt. Es war die erste militärische Konfrontation des so genannten Morava-Serbien (in der Šumadija und Morava-Region) unter dem Fürsten Lazar Hrebeljanović, aus dem das Serbische Despotat und letztlich der serbische Kernstaat ab dem späten 14. Jahrhundert hervorging, mit dem Osmanischen Reich.